# 范布伦 (纽约州)
范布伦（英語：Van Buren）是位于美国纽约州奥农多加县的一个镇，地处雪城西北部。2010年美国人口普查时，该镇有13,185人。其名称来源于时任纽约州州长、后来的美国总统马丁·范布伦。